# Peter Leegwater
P.F. (Peter) Leegwater (30 april 1949) is een Nederlands politicus van het CDA.
Hij was zowel van 1991 tot 1998 als van 2002 tot 2006 wethouder/locoburgemeester van de gemeente Schermer en had onder andere Ruimtelijke Ordening, Volkshuisvesting en Economische Zaken in zijn portefeuille en daarnaast was hij directeur van een agrarisch bedrijf. Vanaf begin 2007 was Leegwater de burgemeester van de gemeente Wieringermeer.
Op 1 januari 2012 ging die gemeente op in de nieuwe gemeente Hollands Kroon. Vanaf oktober 2014 was Leegwater enkele maanden de waarnemend burgemeester van Oostzaan.